# Philipp Jaffé
Philipp Jaffé (ur. 17 lutego 1819 w Swarzędzu, zm. 3 kwietnia 1870 w Wittenberdze) – niemiecki historyk i wydawca źródeł historycznych pochodzenia żydowskiego.

## Życiorys
Urodził się w Swarzędzu z ojca Eliasza Jaffé (kupca poznańskiego). Ukończył gimnazjum w Poznaniu, a potem studiował medycynę w Berlinie. Historyk, znawca dyplomatyki papieskiej i badacz źródeł. W 1851 wydano jego obszerne dzieło „Regesta Pontificum Romanorum ab condita Ecclesia ad annum p. Chr. n. 1198“, które zawiera ponad 11 000 dokumentów papieskich. Wydał także m.in. serię Monumenta Germaniae Historica. Zmarł śmiercią samobójczą.

## Dzieła
- Geschichte des Deutschen Reiches Unter Lothar dem Sachsen, Berlin 1843,
- Geschichte des Deutschen Reiches Unter Konrad III, Hannover 1845,
- Bibliotheca Rerum Germanicarum, Hannover 1864–1871,
- Römische und Mittelalterliche Chronologie und Palaeographie nach Vorträgen von Prof. Ph. Jaffé. w: Harry Bresslau: Berliner Kolleghefte 1866-1869. Nachschriften zu Vorlesungen von Mommsen, Jaffé, Köpke, Ranke, Droysen (elementa diplomatica 12), hg. von Peter Rück unter Mitarbeit von Erika Eisenlohr und Peter Worm, Marburg 2007, s. 83–116,
- Ecclesiae Metropolitanae Coloniensis Codices (wspólnie z Wilhelmem Wattenbachem), Berlin 1879.